# 希爾達 (密蘇里州托尼縣)
希爾達（英語：Hilda）是位於美國密蘇里州托尼縣的非建制地區。

## 歷史
希爾達的郵局於1896年設立，其後於1975年停運。

## 地理
希爾達所處的海拔為高於海平面301米（即988英呎），而該地所採用的時區為UTC-6，即北美中部時區（CST）。同時該地設有夏令時間，為UTC-6調快一小時，即UTC-5（CDT）。